# Barmissen
Barmissen es un municipio situado en el distrito de Plön, en el estado federado de Schleswig-Holstein (Alemania). Tiene una población estimada, a fines de 2020, de 153 habitantes.
Está ubicado al este del estado, cerca de las ciudades independientes de Neumünster y Kiel, de la costa del mar Báltico y del canal de Kiel.